# Jesper Johansson (sportskytt)
Jesper Johansson, född 8 augusti 2005, är en svensk sportskytt.

## Karriär
Johansson började med sportskytte som sexåring. Han har studerat på skyttegymnasiet i Sävsjö.
Vid EM i 10 meter luftvapen 2023 i Tallinn tog Johansson brons i juniorklassen i 10 meter luftgevär samt ytterligare ett brons i lagtävlingen i samma gren tillsammans med Pontus Kallin och Victor Lindgren. Vid EM 2024 i Osijek tog han brons i 50 meter liggande gevär.
Vid junior-EM i 10 meter luftvapen 2025 i Osijek tog Johansson guld i 10 meter luftgevär i det nya tävlingsformatet solo.